# Maison Dupré-Latour

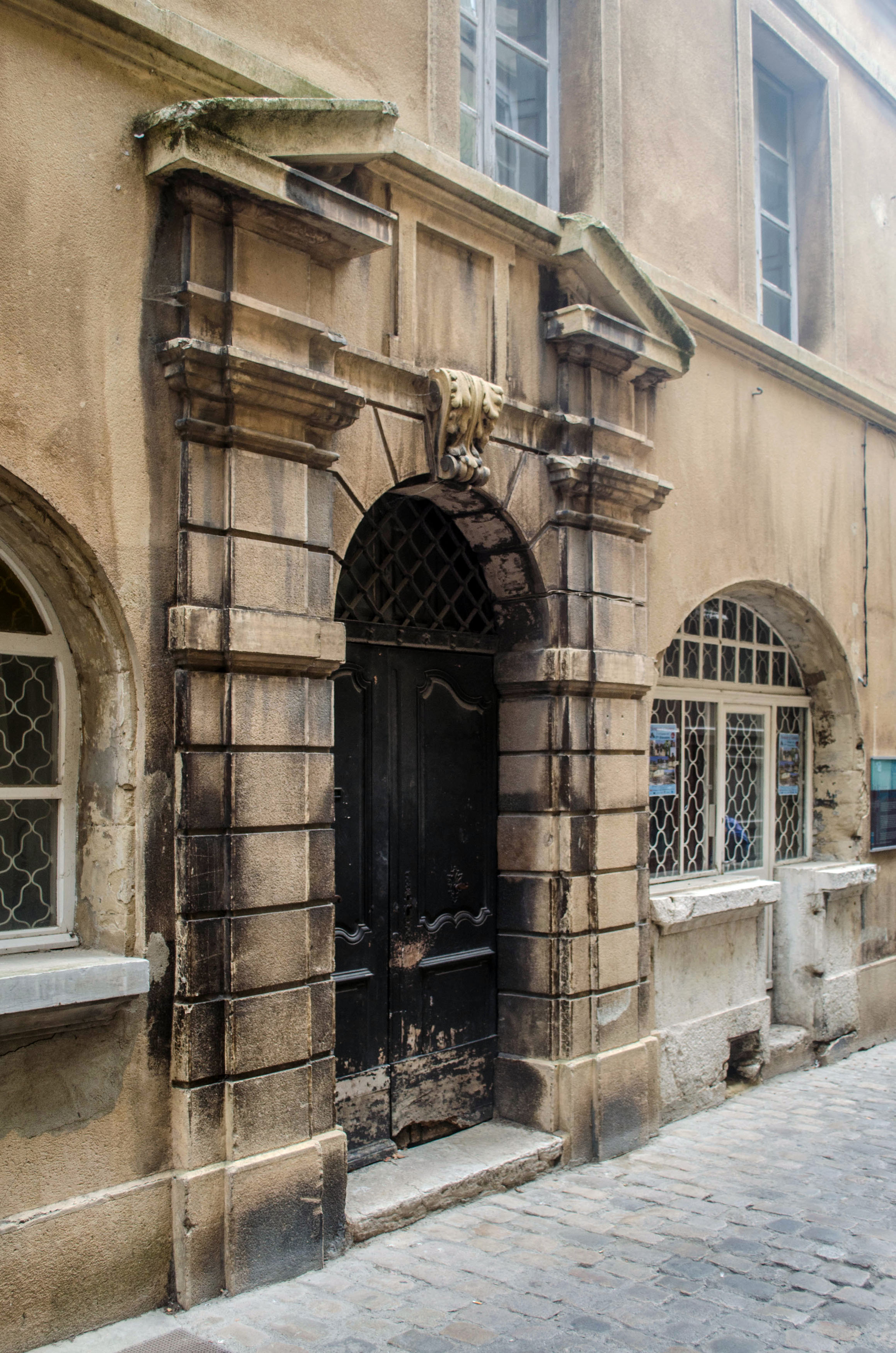
Portail d'entrée.

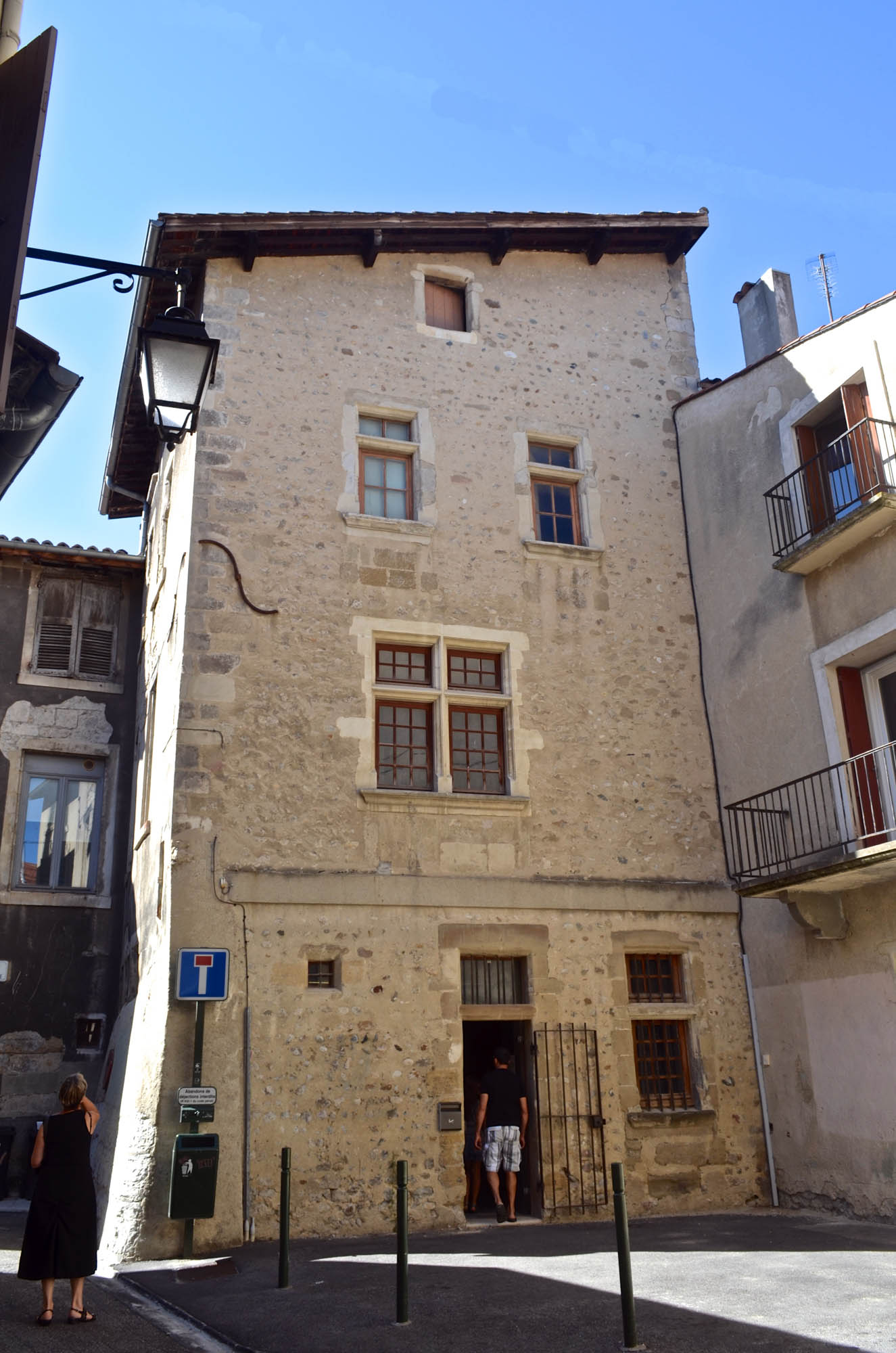
Façade arrière, rue du Lieutenant-Bonaparte.

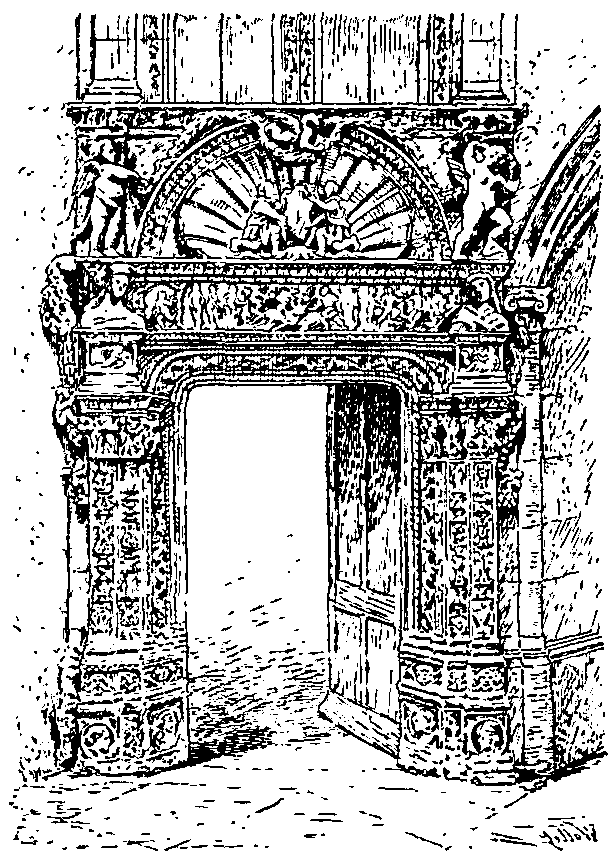
Gravure de 1892.

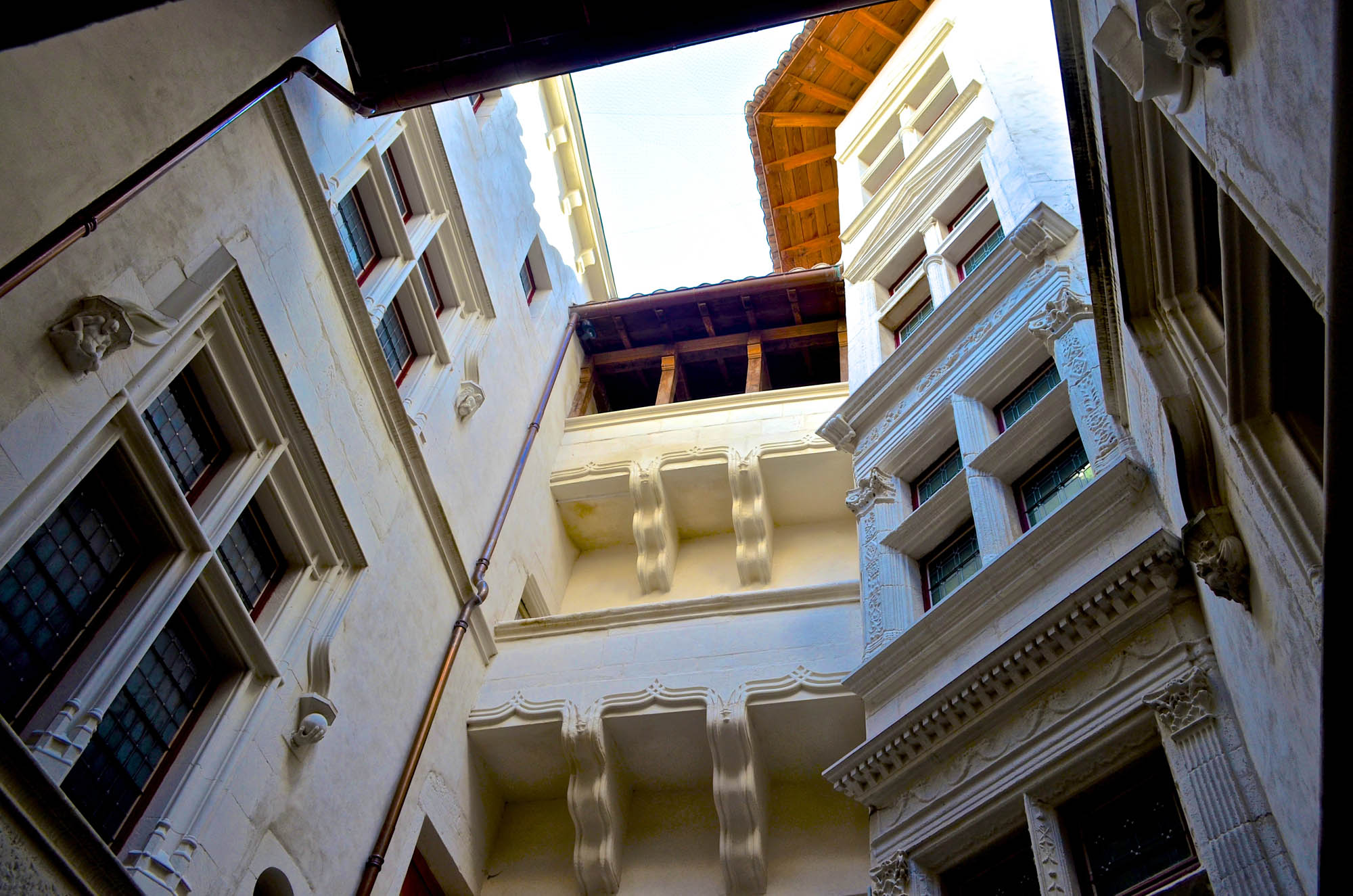
Cour intérieure.

La maison Dupré-Latour, ou hôtel Dupré la Tour, est un ancien hôtel particulier situé 7 rue Pérollerie, à Valence (Drôme), construit à partir de 1522. Il est classé sur la liste des monuments historiques français en 1927. La graphie « Dupré-Latour » s’est imposée par l’usage.

## Histoire
L’hôtel est édifié par la famille Genas, négociants enrichis par le commerce du sel, dans la rue Pérollerie (au no 7 actuel), au cœur du Vieux Valence.
En 1760, il est racheté par François Dupré, qui le cède en 1779 à son frère Blaise dont des descendants prendront le nom de Dupré la Tour et  continueront à habiter le bâtiment jusqu'en 1953 . En 1972, la maison est cédée à la ville.

## Architecture
La structure de l’édifice est celle de la plupart des hôtels particuliers des centres urbains : l’accès depuis la rue se fait par un couloir, qui débouche sur une cour intérieure parfois très exiguë (comme c’est le cas ici) formant puits de jour. Autour se répartissent les différentes pièces sur un rez-de-chaussée et trois étages accessibles par un escalier à vis logé dans une tourelle en demi-saillie dans l’angle de la cour.
L’édifice est remarquable par sa cour intérieure et la tourelle de l’escalier. Elle présente une décoration sculptée des débuts de la Renaissance, marquée par une inspiration antiquisante et italienne, avec pilastres cannelés, chapiteaux corinthiens. La porte est particulièrement soignée : les piédroits sont ornés d’un décor foisonnant. Le linteau, droit, encadré par des têtes de personnages (celle de droite est brisée mais est visible sur les photographies anciennes), offre des scènes mythologiques (le jugement de Pâris et l’enlèvement d’Hélène), il est surmonté d’un tympan orné d’une grande « coquille lombarde » encadrée de deux putti tenant des guirlandes de fruits, et dans laquelle deux personnages supportent un blason aujourd’hui effacé.
La construction en molasse, pierre particulièrement tendre et donc fragile, a nécessité de multiples restaurations. 
À gauche de la porte, une voûte élégante est surmontée de trois balcons, qui relient les deux ailes du bâtiment, les deux balcons supérieurs reposant chacun sur deux consoles à triple ressaut. De grandes fenêtres à meneaux, sur chaque aile et sur la tourelle d’escalier, s’ouvrent sur la cour à chaque étage.
La salle basse, s’ouvrant sur la façade arrière, était la cuisine, qui possède encore cheminée, potager et pile (évier en pierre).
La tourelle, l’escalier et la voûte ont été inscrits en 1926 et classés Monument historique en 1927. L’accès et la visite ne sont possibles que lors de visites guidées et pour les journées du Patrimoine.